# Katarzyna Jungowska
Katarzyna Jungowska (ur. 29 czerwca 1978 w Warszawie) – polska aktorka, reżyserka i scenarzystka.
Jest córką aktorki Grażyny Szapołowskiej i Andrzeja Jungowskiego. Ma córkę, Karolinę.

## Nagrody
- 2015: Piąte. Nie odchodź! – Nagroda Publiczności na festiwalu Babie Lato Filmowe w Trzyńcu[1]
- 2014: Piąte. Nie odchodź! – Nagroda „Perspektywa” im. Janusza „Kuby” Morgensterna[1]
- 2011: Popatrz na mnie – Nagroda Publiczności na Międzynarodowym Festiwalu Kina Autorskiego „Quest Europe” w Zielonej Górze[1]

## Filmografia
- 2020: Zenek – asystentka reżysera
- 2020: Wiedźma Mirakl – reżyseria, scenariusz, casting
- 2015: Ostatni klaps – reżyser II, obsada aktorska
- 2014: Piąte. Nie odchodź! – reżyseria
- 2011: Popatrz na mnie – reżyseria, scenariusz
- 2011: Linia życia – reżyseria
- 2008: Długi tydzień – Dorota
- 2007: Wina – sprzedawczyni
- 2007: Manfred Tryb – koleżanka z pracy
- 2006: Leni – obsada aktorska
- 2006: Cud mniemany, czyli Krakowiacy i Górale (spektakl telewizyjny) – Krakowianka
- 2004: Pierwsza miłość – obsada aktorska
- 1999: Pan Tadeusz – dwórka
- 1984: Bez końca – obsada aktorska

Źródło: Filmpolski.pl.